# يوناس ليندغرين
يوناس ليندغرين (بالفنلندية: Joonas Lindgren)‏ هو متسابق يخت فنلندي، ولد في 31 مايو 1986 في هلسنكي في فنلندا.

## وصلات خارجية
- يوناس ليندغرين على موقع الاتحاد الدولي للملاحة الشراعية (موقع جديد) (الإنجليزية)
- يوناس ليندغرين على موقع اللجنة الأولمبية الدولية (الإنجليزية)
- يوناس ليندغرين على موقع أوليمبيديا (الإنجليزية)